# United Aircraft Corporation
United Aircraft Corporation (UAC (ryska: Объединённая Авиастроительная Корпорация, Obyedinyonnaya Aviastroitelnaya Korporatsiya (OAK)) är ett ryskt samriskföretag, med ryska staten som majoritetsägare. Bolaget bildades i februari 2006 genom en konsolidering av ryska privata och statliga flygplanstillverkare. De ingående bolagen är; Beriev, Iljusjin, Irkut Corporation, Mikojan-Gurevitj, Suchoj, Tashkent Aviation Production Association, Tupolev och Jakovlev.

## Historia
Efter Sovjetunionens fall 1991 var Rysslands flygplanstillverkning i turbulens. En alltför stor import och högt skyddande tariffer förstörde tillverkningsindustrin, både flygindustrin och bilindustrin. Militärflygindustrin kunde dra nytta av att förbättra exportmöjligheterna genom att använda sig av en stor lagring av komponenter och delar från sovjetiska tider medan den civila flygindustrin drabbades av förluster och minskade produktion av civila flygplan. Till exempel så producerades i Ryssland 715 flygplan 1990, vilket 8 år senare minskat till 56 flygplan och år 2000 reducerats till endast 4 producerade civila flygplan. För att lösa detta beslutade Rysslands president Boris Jeltsin att konsolidering var nödvändig och skapade VPK-MAPO (Military Industrial Complex - Moscow Aircraft Production Association), som inkluderar företag som Mikojan. Konsolideringen lyckades inte och MAPO fusionerades senare med Suchoj. I och med det skapades UAC.
UAC bildades den 20 februari 2006 av Rysslands president Vladimir Putin i presidentdekret nr 140 genom att slå samman aktier från Iljusjin, Irkut, Mikojan, Suchoj, Tupolev och Jakovlev som ett nytt aktiebolag med namnet OJSC United Aircraft Corporation för att optimera produktionen och minimera förluster. UAC uppgav orsaken till att bolaget bildades för att skydda och utveckla den ryska flygindustrins vetenskapliga och industriella potential, statens säkerhet och försvar och koncentrationen av intellektuella, industriella och ekonomiska resurser för att genomföra långsiktiga luftfartsprogram. United Aircraft Corporation började producera Tupolev Tu-154 "Careless", Tupolev Tu-204, Iljusjin Il-86, Iljusjin Il-96, Iljusjin Il-114 och även Mikojan, Suchoj, Yakovlev, Tupolev och Iljusjins militära flygplan.